# Zegris (género)
Zegris é um género paleártico de borboletas da família Pieridae. Este género é caracterizado por ter umas antenas golpeadas, mas especialmente pela forma da larva .

## Espécies
- Zegris eupheme Esper, 1804
- Zegris fausti Christoph, 1877
- Zegris pyrothoe Eversmann, 1832
- Zegris zhungelensis Huang & Murayama, 1992
- Zegris meridionalis Lederer, 1852